# Le Bonheur des autres (pel·lícula de 1918)
Le Bonheur des autres és una pel·lícula francesa escrita i dirigida per Germaine Dulac, estrenada el 1918.

## Repartiment
- Édouard Pinto
- Louis Bourny
- Ève Francis
- Vivian Vogg
- Ginette Darnys
- Marcelle Delville